# Comté de Graham (Caroline du Nord)
Pour les articles homonymes, voir Comté de Graham.
Le comté de Graham est un comté de l'État de Caroline du Nord, aux États-Unis. En 2010, sa population est de 8 861 habitants, ce qui en fait le 3e comté le moins peuplé de l’État. Son siège est la ville de  Robbinsville.
Il a été créé en 1872 avec la partie nord-est du comté de Cherokee. Il a été nommé en l'honneur de William Alexander Graham, sénateur puis gouverneur de la Caroline du Nord au XIXe siècle.

## Communautés

### Towns
- Fontana Dam
- Lake Santeetlah
- Robbinsville

### Townships
- Cheoah
- Fontana Dam
- Stecoah
- Yellow Creek

## Démographie

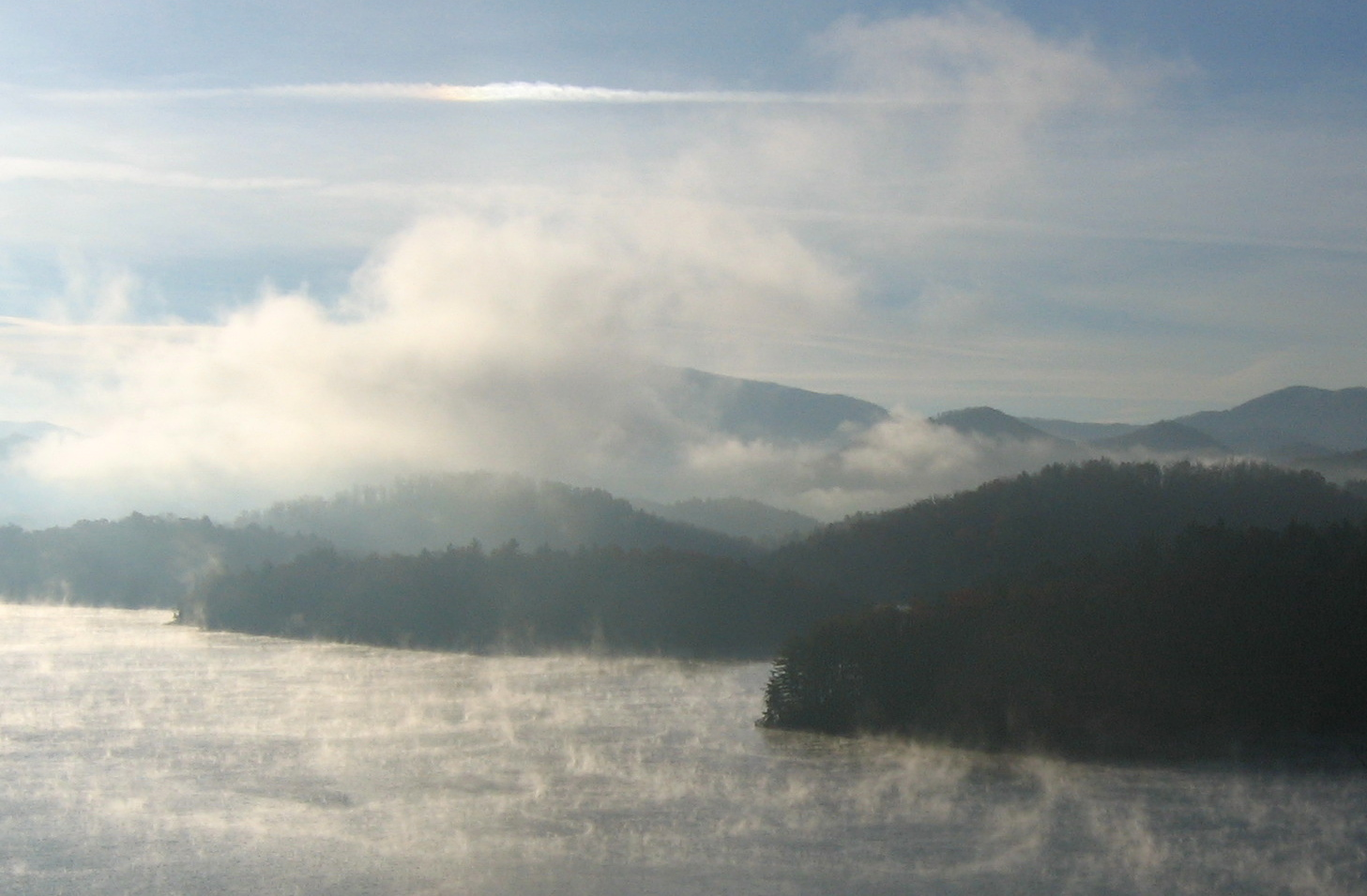
Lever du soleil un matin de novembre sur le lac Santeetlah

| 1880  | 1890  | 1900  | 1910  | 1920  | 1930  |
| ----- | ----- | ----- | ----- | ----- | ----- |
| 2 335 | 3 313 | 4 343 | 4 749 | 4 872 | 5 841 |

| 1940  | 1950  | 1960  | 1970  | 1980  | 1990  |
| ----- | ----- | ----- | ----- | ----- | ----- |
| 6 418 | 6 886 | 6 432 | 6 562 | 7 217 | 7 196 |

| 2000  | 2010  | - | - | - | - |
| ----- | ----- | - | - | - | - |
| 7 993 | 8 861 | - | - | - | - |